# Motykały (stacja kolejowa)
Motykały (biał. Матыкалы, ros. Мотыкалы) – stacja kolejowa w miejscowości Motykały Wielkie, w rejonie brzeskim, w obwodzie brzeskim, na Białorusi. Leży na linii Brześć – Białystok.